# Jimmy Cauty
James Francis Cauty, meglio noto come Jimmy Cauty (Merseyside, 19 dicembre 1956), è un musicista e artista britannico.
Viene ricordato per essere stato cofondatore dei KLF con Bill Drummond e degli Orb insieme ad Alex Paterson.

## Biografia
Dopo aver brevemente fatto parte dei Brilliant e dei Zodiac Mindwarp and the Love Reaction, Cauty fondò i Justified Ancients of Mu Mu, poi rinominati KLF, insieme a Bill Drummond nel 1987. Parallelamente e poco più tardi fondò gli Orb con Alex Paterson, artista con cui collaborerà anche in futuro nei progetti Space e Transit Kings. Successivamente, i KLF ottennero grande successo grazie ai singoli What Time Is Love (1990), Last Train To Trancentral (1990) e 3 a.m. Eternal (1991). Il duo si ritirò dalle scene nel 1992, per poi riunirsi brevemente per il noto happening Watch the K Foundation Burn a Million Quid (1994), in cui vennero incenerite un milione di sterline in banconote. Adottando l'alias The Scourge of the Earth, Cauty si cimentò intanto nella realizzazione di remix per artisti quali Marilyn Manson e Ian Brown. Sempre negli anni novanta, ha avviato una carriera artistica in proprio creando plastici raffiguranti scene di violenza, decorando scudi antisommossa a mo' di smile e stampando francobolli creativi. La sua opera The Aftermath Dislocation Principle (1995), un plastico esteso per un miglio quadrato e includente cinquemila modellini, fu esposta presso Dismaland, il parco divertimenti fondato da Banksy.

## Galleria d'immagini

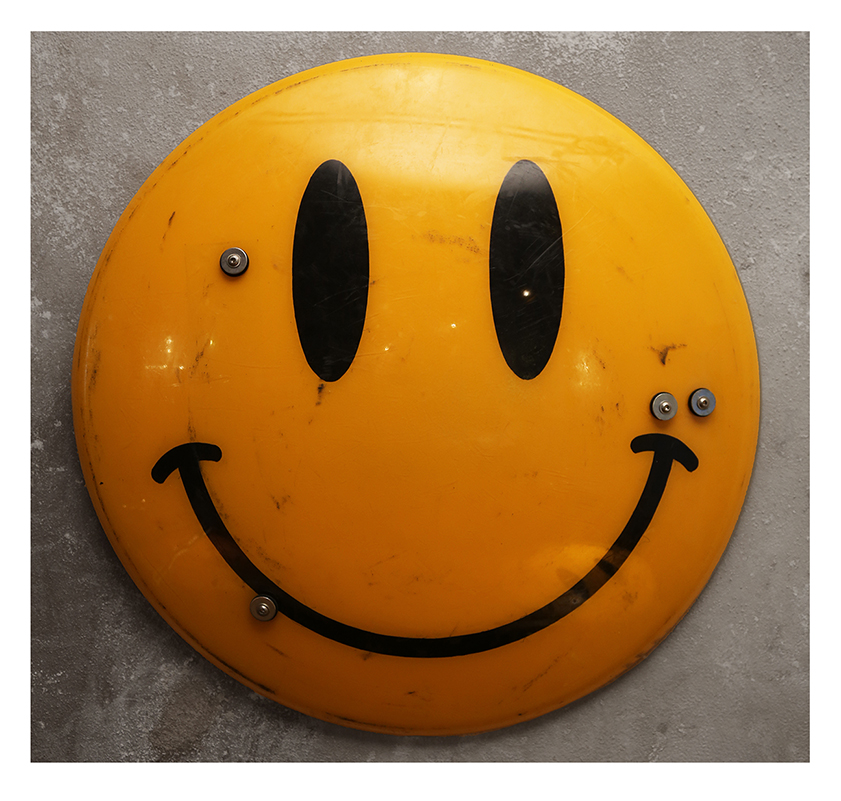
Smiley Riot Shield (2014)